# Prehrambena tehnologija
Prehrambena tehnologija je prema definiciji Instituta prehrambenih tehnologa (IFT) iz SAD–a (1964.) primjena znanosti i inženjerstva u proizvodnji, preradi, pakiranju, distribuciji, pripremanju i uporabi zdravstveno ispravne i nutritivno vrijedne hrane. 
Temelji prehrambene tehnologije se bave funkcijom prehrane u životu, kao i cjelokupnim procesom proizvodnje različitim namirnica, koja odgovara fizikalno-kemijskim, mikrobiološkim i estetskim zahtjevima. Proučavaju se sastojci namirnica, njihova funkcija i važnost u prehrani, te potencijalne modifikacije i nutritivno popravljanje vrijednosti hrane. Cijela ova tehnologija je usko povezana s nutricionizmom. 
Ovakvi studiji se izučavaju na Prehrambeno-biotehnološkom fakultetu u Zagrebu, Prehrambeno-tehnološkom fakultetu u Osijeku, Kemijsko-tehnološkom fakultetu u Splitu, Agronomskom i prehrambeno-tehnološkom fakultetu u Mostaru te na Veleučilištu u Kninu (traje 3 godine).

## Povijest
Prehrambena tehnologija ima dugu povijest koja seže u prapovijest. Čovjek je od davnina tražio načine kako sačuvati hranu za razdoblja oskudice te kako poboljšati njezin okus i teksturu. Razvoj poljoprivrede i pronalazak vatre bili su ključni događaji koji su omogućili prvu preradu hrane.
S vremenom su se razvile različite metode konzerviranja hrane, kao što su sušenje, soljenje, kiseljenje i fermentacija. Industrijska revolucija donijela je značajne promjene u prehrambenoj industriji, uključujući razvoj novih tehnologija za preradu hrane i pojavu konzervirane hrane.

## Područje proučavanja
Prehrambena tehnologija je multidisciplinarna znanost koja se bavi proučavanjem i primjenom znanja iz različitih područja, poput kemije, biologije, inženjerstva i ekonomije, kako bi se proizvela sigurna, kvalitetna i nutritivno vrijedna hrana. Obuhvaća sve faze proizvodnje hrane, od uzgoja sirovina do distribucije gotovih proizvoda. Prehrambena tehnologija obuhvaća širok spektar tema, uključujući:
- Sastav namirnica: Proučava kemijski sastav hrane, uključujući proteine, ugljikohidrate, masti, vitamine, minerale i druge bioaktivne spojeve.
- Procesiranje hrane: Istražuje različite metode prerade hrane, kao što su:

1. opće operacije (pranje, čišćenje, guljenje, otkoštičavanje, otkoštavanje i sl., usitnjavanje, sortiranje),
2. specifične operacije značajne za svako područje prehrambene tehnologije (blanširanje, depektinizacija, prešanje, pasiranje, fermentacija, homogenizacija, prženje, ekstrakcija, hidroliza, hidrogenacija i sl.),
3. operacije konzerviranja kojima je svrha produžiti trajnost proizvoda (pasterizacija, sterilizacija, sušenje, smrzavanje, koncentriranje, dodavanje prirodnih ili kemijskih konzervansa) te, konačno, pakiranje.

- Sigurnost hrane: Provodi analize kako bi se osiguralo da hrana ne sadrži štetne tvari i mikroorganizme.
- Nutritivna vrijednost hrane: Razvija nove proizvode s poboljšanim nutritivnim profilom, kao što su funkcionalna hrana i prehrambeni proizvodi za posebne potrebe.

## Važnost
- Sigurnost hrane: Osim smanjenja rizika od bolesti, prehrambena tehnologija omogućuje detekciju i sprječavanje kontaminacije hranom, bilo da je riječ o bakterijama, pesticidima ili drugim štetnim tvarima. To je ključno za zaštitu javnog zdravlja.
- Kvaliteta hrane: Osim okusa, teksture i izgleda, prehrambena tehnologija omogućuje očuvanje nutritivne vrijednosti hrane tijekom prerade, skladištenja i distribucije. To znači da hrana koju jedemo sadrži sve potrebne vitamine, minerale i druge hranjive tvari.
- Dostupnost hrane: Prehrambena tehnologija omogućuje proizvodnju hrane u velikim količinama i tijekom cijele godine, čime se smanjuje ovisnost o sezonskim proizvodima i osigurava dostupnost hrane u svim dijelovima svijeta.
- Inovacije: Ovo je možda najuzbudljiviji dio prehrambene tehnologije. Konstantno se razvijaju novi proizvodi, poput funkcionalne hrane koja ima dodatne zdravstvene beneficije, hrane za posebne potrebe (npr. za sportaše, dijabetičare) i hrane koja je prilagođena određenim prehrambenim navikama i kulturama.
- Smanjenje otpada: Prehrambena tehnologija pomaže u smanjenju količine hrane koja se baca, razvojem inovativnih metoda pakiranja, produženjem roka trajanja i pronalaskom novih načina upotrebe otpadnih proizvoda.
- Održivost: Sve više se naglašava važnost održive proizvodnje hrane. Prehrambena tehnologija igra ključnu ulogu u razvoju metoda koje smanjuju potrošnju energije, vode i drugih resursa, te smanjuju emisiju stakleničkih plinova.

## Primjena
Prehrambena tehnologija se primjenjuje u širokom spektru industrija, uključujući:
- Prehrambenu industriju: proizvodnja mlijeka, mesa, voća i povrća, pekarskih proizvoda, pića i drugih prehrambenih proizvoda
- Farmaceutsku industriju: proizvodnja prehrambenih dodataka i funkcionalne hrane
- Kozmetičku industriju]]: proizvodnja kozmetičkih proizvoda na bazi prirodnih sastojaka

Osim navedenih industrija, prehrambena tehnologija se primjenjuje i u:
- Svemirskoj industriji: Razvoj hrane za astronaute koja je lagana, hranjiva i stabilna u ekstremnim uvjetima.
- Vojnoj industriji: Razvoj prehrambenih proizvoda za vojsku koji su energetski bogati i lako se transportiraju.
- Humanitarnoj pomoći: Razvoj hrane koja se lako skladišti i distribuira u područjima pogođenim katastrofama.

## Vanjske poveznice
Mrežna mjesta
- prehrambena tehnologija, Hrvatska enciklopedija
- prehrambena tehnologija, Hrvatska tehnička enciklopedija